# Rhopalidae

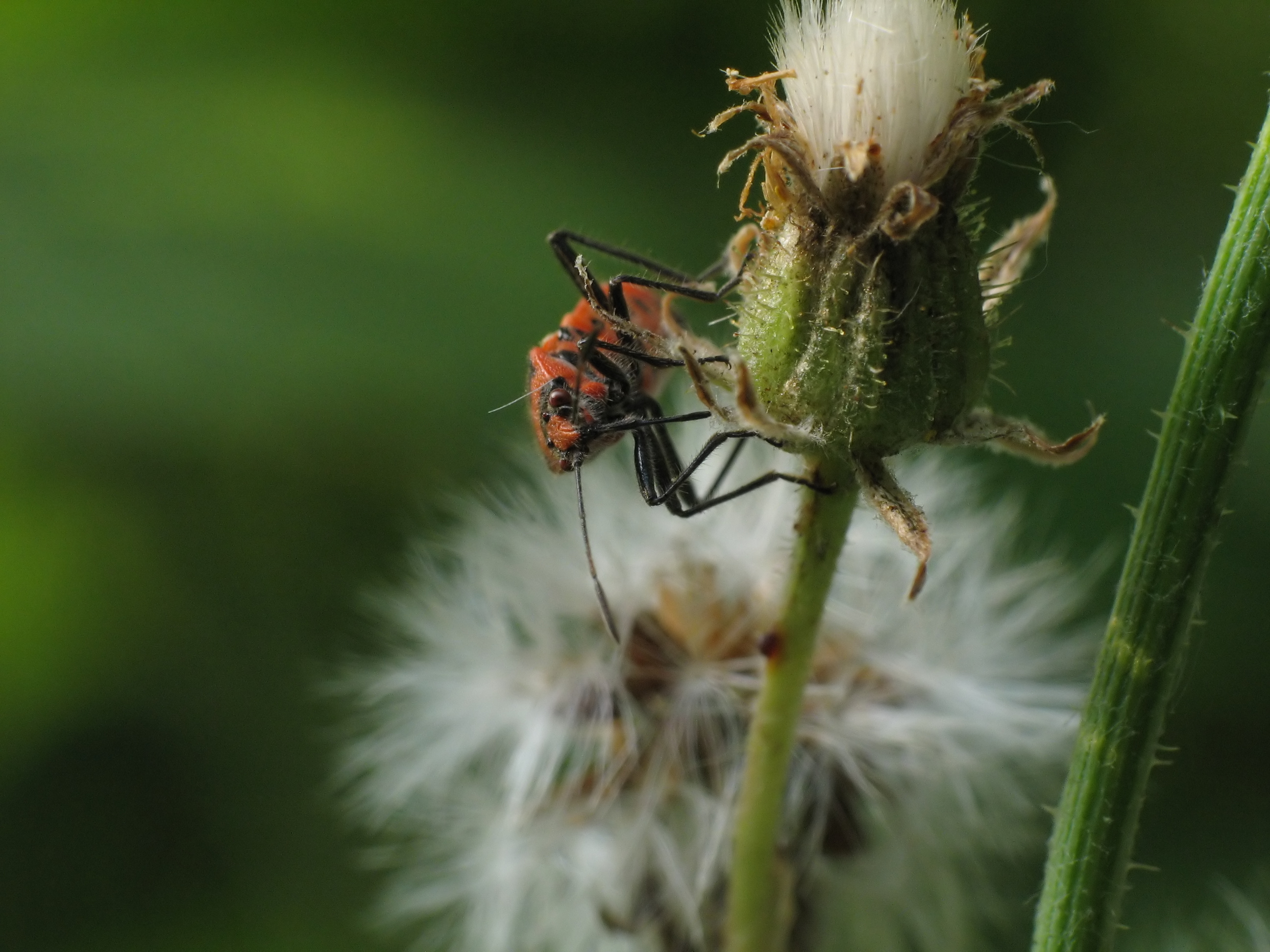
Corizus hyoscyami

Rhopalidae es una familia de insectos hemípteros. Anteriormente se los clasificaba en la familia "Corizidae". Se diferencian de los de la familia Coreidae por su carencia de glándulas odoríferas.
Miden 4-15+ mm. Generalmente son de colores más claros y de menor tamaño que los coreidos. Algunos se parecen a los de la subfamilia Orsilinae de Lygaeidae, pero se diferencian de estos por las numerosas venas en la membrana de los hemiélitros. Generalmente se alimentan de las semillas de plantas herbáceas, pero unos pocos, como la chinche hedionda Boisea trivittata se alimentan de árboles. El género tipo de la familia es Rhopalus.
Actualmente se cuentan 20 géneros y más de 200 especies, con distribución casi mundial. El fósil más antiguo es del Jurásico medio de Mongolia Interior, descubierto en la formación Haifanggou.